# Warsow (computerspel)
Warsow (ook War§ow) is een multiplayer first person shooter voor Windows, Mac OS X en Linux. De eerste publieke versie werd uitgebracht op 8 juni 2005. De huidige versie is 1.0.

## Overzicht
Warsow maakt gebruik van de 3D-engine qfusion, een aangepaste versie van de Quake II-engine. De broncode van Warsow is verspreid onder de GNU General Public License (GPL). De media in het spel is verspreid onder een eigen propriëtaire Warsow Content License, deze geeft de makers van de media de rechten het weer te geven in een "persoonlijke portfolio", maar ontneemt ze het recht de media te gebruiken in een ander spel of project. Hierdoor is Warsow freeware en geen opensourcesoftware.
Met behulp van cellshading krijgt het spel een cartoonachtige stijl, afgewisseld met textures.

## Gameplay
De wapens maken gebruik van sterke en zwakke munitie. De sterke munitie is krachtiger of gedraagt zich anders waardoor het wapen effectiever wordt.
In het spel kan de speler door gebruik te maken van bunnyhopping, strafejumping en/of circlejumping een opvallend hoge snelheid behalen. Met behulp van een speciale knop kan de speler dashen en walljumpen en zich zo op vele manieren door een level bewegen.

## Spelmodi
Het spel bevat de volgende spelmodi:
- Deathmatch (ieder voor zich)
- Deathmatch (duel, 1 tegen 1)
- Team Deathmatch
- Capture the flag
- Race
- Instagib
- Clan Arena - Gebaseerd op Rocket Arena voor Quake. Het bevat klassen waarmee de speler kan kiezen welke sterke ammo hij/zij wil gebruiken.
- Duel Arena

## Voetnoten
1. ↑  Warsow Downloads: Latest release. Geraadpleegd op 26 januari 2021.
2. ↑  license.txt zoals te lezen in de Warsow 0.42 SDK